# 藤本隆行
藤本 隆行（ふじもと たかゆき、1976年1月5日 - ）は、日本の男性声優、ナレーター。東京都出身。フリー。

## 略歴
バオバブ学園（現・ビジュアル・スペース俳優養成所）13期生 を経て、2011年11月までぷろだくしょんバオバブに所属。

## 人物
趣味は料理、ゲーム実況、盆栽、神社仏閣巡り。

## 出演
太字はメインキャラクター。

### テレビアニメ
2001年
- 犬夜叉（妖狼族、竹村）
- オフサイド（不破俊之）
- グラップラー刃牙（ムサシ 他）
- 逮捕しちゃうぞ SECOND SEASON（鮫島、ドライバー、友人B、カメラマン、栗雄 他）
- チャンス〜トライアングルセッション〜（ギターA）

2002年
- Witch Hunter ROBIN（刑事B、少年A）
- ちっちゃな雪使いシュガー（町の人々）
- Weiß kreuz Glühen
- キディ・グレイド（ワープ官制係員）
- 激闘!クラッシュギアTURBO（トンバ・ギリラン）
- 炎の蜃気楼（亡霊）
- ラーゼフォン（アナウンサー）
- RAVE（スレイド）

2003年
- 一騎当千（2003年 - 2010年、郭嘉奉孝、樊能） - 3シリーズ
- F-ZERO ファルコン伝説（バイオ・レックス、ロジャー・バスター、マイティ・ガゼル〈ロイ〉、ザ・スカル）
- GAD GUARD（村人）
- キノの旅 -the Beautiful World-（同志A）
- クラッシュギアNitro（国府田猛）
- GetBackers-奪還屋-（店主）
- THE ビッグオー second season（市民）
- DEAR BOYS（マネージャー）
- NARUTO -ナルト-（バイウ）
- 魔探偵ロキRAGNAROK（本屋の店員）

2004年
- 宇宙交響詩メーテル 銀河鉄道999外伝（メンテ、オペレーターB）
- 機動戦士ガンダムSEED DESTINY（ダガーLパイロット、整備員）
- 鋼の錬金術師（傭兵）

2005年
- 陰陽大戦記（モズ）

2006年
- BLEACH（ケイン）

2008年
- シゴフミ（イジメ（一之江）、上野）
- バトルスピリッツ 少年突破バシン（観客）

2010年
- ダンス イン ザ ヴァンパイアバンド（レムス）
- SDガンダム三国伝 Brave Battle Warriors（夏侯淵ダラス）

2012年
- エリアの騎士（帝都大付属9番）

2014年
- 名探偵コナン（フード男）

2015年
- バトルスピリッツ 烈火魂（本岩寺雷盛）

2021年
- すばらしきこのせかい The Animation（ミナミモト / 南師猩）

### 劇場アニメ
- 激闘!クラッシュギアTURBO カイザバーンの挑戦!（2002年、警備員）

### OVA
- 紺碧の艦隊（2002年、磯貝正久〈2代目〉）
- 私立荒磯高等学校生徒会執行部（2002年、取り巻きA、佐々原）
- 紺碧の艦隊（2003年、日・水測員）
- 機動戦士ガンダムSEED C.E.73 STARGAZER（2006年、連合兵士）

### Webアニメ
- 幕末機関説 いろはにほへと（2006年、隊員）

### ゲーム
2006年
- JEANNE D'ARC（シャルル7世）
- サモンナイト4（トライゼルド 他）

2007年
- SDガンダム GGENERATION（2007年 - 2016年、レイモンド・ケイン、ルーク・ルザート） - 3作品
- すばらしきこのせかい（南師猩）

2008年
- インフィニットループ 古城が見せた夢（ドレン）
- モノクローム・ファクター cross road
- よつのは 〜A journey of sincerity（とも兄）

2009年
- アンティフォナの聖歌姫 〜天使の楽譜 Op.A〜
- 機動戦士ガンダム 戦場の絆 ポータブル（チャットボイス2）
- マグナカルタ2

2010年
- 原宿探偵学園 スチールウッド（吉原哲也）
- Fallout: New Vegas

2012年
- WHITE ALBUM2 幸せの向こう側

2021年
- 新すばらしきこのせかい（ミナミモト）

### ドラマCD
- エターナルアルカディア Vol.3
- サクラ大戦 第四期ドラマCDシリーズ Vol.1 モンパルナスの夜（看守、客1）
- 私立荒磯高等学校生徒会執行部（佐々原、男子生徒A）
- スクラップド・プリンセス（主人、町人）
- ポーの一族 第4巻（ロジャー）
- マグナカルタ ドラマCD 〜激情編・復讐に燃えた花〜
- 身代わり伯爵の結婚（アシュウィック）
- WILD ADAPTER 03（部下）

### BLCD
- 子供（ガキ）の領分 分岐点 Vol.2
- 金さえあれば!（サラリーマン）
- カミヨミ（武者鎧の男）
  - カミヨミ 「〜天馬のそれなりな日常〜」（客1）※月刊Gファンタジー2006年10月号付録
- グレイ・ゾーン（辰巳）
- スウィートルームに愛の蜜（本城）
- 封殺鬼VII 〜修羅の降る刻〜（源頼朝）
- 月宿る（飯島）
- 夜ごと蜜は滴りて（木島）

### 吹き替え
- アンダーワールド
- アメリカン・ジャスティス（リトル・リー）
- イヴのすべて（記者）
- イテウォン殺人事件（ロバート・J・ピアソン〈チャン・グンソク〉）
- ガールズ・ガールズ
- ガール・ネクスト・ドア
- クロコダイルの涙（ギャング団メンバー3）
- クリミナル・マインド4 FBI行動分析課（エリック）
- K-19（パシンスキー）
- ザ・セル（警官1）
- ザ・パシフィック（アイズマン少尉）
- 十戒 ※テレビ朝日版
- CSI:マイアミ（テッド）#21
- CSI:科学捜査班（ジェームス・ムーア〈サム・ジョーンズ3世〉）#22
- スパイダー パニック!（ラリー）
- セシル・B/ザ・シネマ・ウォーズ
- チアーズ!（ジャン）
- デンジャラス・ウーマン（サリバン〈ティム・ランサム〉）
- デューン/砂の惑星II:示されし黄金の道（ファロク）
- デス・フロント（ドクター・フェアウエザー上等兵〈マシュー・リース〉）
- ネバー・セイ・ダイ
- パワーレンジャー・イン・スペース（サイコレッド、チャック、ジョージ）
- パワーレンジャー・ロスト・ギャラクシー（サイコレッド、強盗）
- 101匹わんちゃんII パッチのはじめての冒険
- ピンクの豹 ※テレビ東京版
- プライベート・ライアン（ヘイスティング）
- ベスト・キッド3/最後の挑戦 ※DVD・BD用新録版
- ボーイ・ミーツ・ワールド（ロイ、司会）
- ザ・ソプラノズ 哀愁のマフィア（リトル・ポーリー）
- リセス 〜ぼくらの夏休みを守れ!〜
- リセス 〜ぼくらの休み時間〜
- ル・ディヴォース/パリに恋して
- 私はケイトリン

### ナレーション
- ヒルナンデス!（日本テレビ）
- お願い!ランキング（テレビ朝日）
- あっちマニア（テレビ朝日）
- アレはスゴイはず!?（テレビ朝日）
- アレはスゴかった!!（テレビ朝日）
- ここに写ってるのオレだよ俺!（テレビ朝日）
- 情報・バラエティ（テレビ東京）
- 美女の彼氏が見たい!（テレビ東京）
- ニッポン発掘 快傑!テリー塾（BS日テレ）
- 徹底討論!知られざるプロ野球界のセカンドキャリア（BSフジ）
- ピースのイライラ救助隊 出動!ストレスキュー（フジテレビ）
- ガチンコピース!!〜東海地方 ホントは すごいんですSP〜（東海テレビ）
- チャンネルΣ・クイズなりきりアニマルパーク直前SP（フジテレビ）
- モーニングチャージ!（テレビ東京）
- NEWS23（TBS）
- 広島秘境ツアーズ（BS-TBS）
- 偉人たちの健康診断（NHK BSプレミアム）
- サンデーLIVE!!（テレビ朝日・朝日放送・メ〜テレ共同制作）
- シャド場〜シャドーバースで繋がるゲームバラエティ〜（TOKYO MX）
- 熱血解剖!Bリーグ（NHK BS-1）
- 熱血バスケ（NHK BS-1）
- チョコフワ 犬猫VS芸人（テレビ朝日）
- 神獣アーティスト 小松美羽と地球の涙（広島テレビ）
- ハートネットTV

### CMナレーション
- アイフルホーム
- マクドナルド「ハッピーセット」
- タクティクスオウガ（PSP）

### ボイスオーバー
- 沸騰ワード10（日本テレビ）
- フランス アンティーク旅（NHK-BS1）
- 地球紀行・エチオピア（BS朝日）
- 追跡!竜巻突入チーム（ディスカバリーチャンネル）
- 見逃せない瞬間メガMAX（フジテレビ）
- 未来世紀ジパング（テレビ東京）

### シリーズ一覧
1. ↑  『SPIRITS』（2007年）、『WARS』（2009年）、『GENESIS』（2016年）